# Aegiphila glomerata
Aegiphila glomerata е вид растение от семейство Устноцветни (Lamiaceae). Видът е критично застрашен от изчезване.

## Разпространение
Разпространен е в Еквадор.